# Grad Plankenstein
Grad Plankenstein (nemško Burg Plankenstein) je srednjeveški višinski grad, ki stoji na območju istoimenskega naselja Plankenstein, 4 km jugozahodno od Texinga v Spodnji Avstriji. Višinski grad je bil prvič omenjen leta 1186, zgradili pa so ga vitezi Plankensteinski, vazali grofov Pilštajnskih. Rodbinsko ime izhaja iz besede blanc (= bel) in pomeni nekaj podobnega kot tisti iz belega kamna ali iz belega gradu. Plankenstein je eden najvišjih gradov v Spodnji Avstriji. Grad se nahaja okoli 700 m nad morjem na gozdnatem skalnem grebenu nedaleč od trojnega razvodja med Pielachom, Melkom in Erlaufom.

## Zgodovina
Prvo posredno pričanje o obstoju gradu je iz let 1160-90, ko se kot priča grofov Burghausenskih-Schala pojavljata "Ainwich" in "Magins de Plancinstaine". Leta 1186 je dokumentiran kot priča Henrik Plankensteinski. Po 12. stoletju se kot priča med leti 1221-1259 pojavi še Oton Plankensteinski. Po izumrtju grofov Pilštajnskih leta 1218 so Plankenštajnski prišli pod vazalstvo ali kot ministeriali grofov Schaunberških. Leta 1221 je deželni gospod zahteval dediščino Pilštajnskih, vendar so Schaunberški uspeli uveljaviti svoje lastniške pravice. Leta 1347 je grof Konrad Schaunberški prodal del gospostva Tiernsteinskim. Od leta 1377 so bili Plankensteinski ministeriali Habsburžanov, leta 1435 je grad postal sedež okrožnega sodišča Pilštajn (Peilstein). Plankensteinski so velik ugred dosegli v 15. stoletju. Pankraz Plankensteinski je imel med drugim tudi Peilstein, Freienstein in Sassendorf. Bil je tudi Weitrajev pajdaš in skrbnik Pöchlarna. Kot mnogi njegovi sodobniki je tudi on izkoristil težavna leta spora za skrbništvo nad mladoletnim ogrskim kraljem Ladislavom za povečanje svojega bogastva. Leta 1451 je sodeloval v plemiškem združenju proti cesarju Frideriku III., kar mu je prineslo nadaljnje beneficije Ladislava, ki je bil razglašen za polnoletnega. Pankrac Plankensteinski je okoli leta 1453 že dotrajan grad prenovil, vendar ga je dal upravljati oskrbniku. Iz tega obdobja je veliko poznogotsko južno okno grajske kapele. Hči zadnjega Plankensteinskega se je leta 1494 poročila z Lenartom Ravbarjem, ki je pozneje postal dvorni maršal Maksimilijana I. in povzdignjen v barona imenovanega po Plankensteinu. Leta 1516 mu je cesar gospostvo in grad Plankenstein formalno podelil v fevd. Leta 1540 so baroni Ravbarji grad razširili v renesančno palačo. Nanje še danes spominja lepo izdelano spiralno stopnišče. Takrat je bil tudi južni trakt preurejen v stanovanjski objekt s preureditvijo dveh shrambnih etaž. Pod družino Ravbar so grad nadgradili tudi z izgradnjo nekaj stolpov. Leta 1559 pripade gospostvo kot dediščina baronu Sebastijanu Windischgrätzu, med leti 1564/71 je Plankenstein v lasti grofa Ferdinanda Ortenburg-Salamanca. Nadalje si lastniki sledijo: od 1571 Lovrenc Malentheinski, od 1634 baron Gotard von Tattenbach, od 1652 baron Janez Baptist Kunitz iz Litzelberga, ki je bil solni uradnik na Dunaju, in je bil lastnik tudi gospostev Frankenfels, Kirchberg, Rabenstein in Weissenburg. Leta 1683 naj bi okoli 1500 ljudi poiskalo za grajskim obzidjem zaščito pred Turki, ki so pustošili po okolici. Čeprav je bil grad oblegan približno tri tedne in ga je turško topništvo močno poškodovalo, so ga cesarski draguni pravočasno rešili iz stiske. Ko je bila nevarnost Turkov končno odstranjena, si je grajska gospoda lahko privoščila ureditev vrtov na grajskem območju. Leta 1703 je Janez Ludvik baron Kunitz prodal Plankenstein polkovniku-dvornemu podkanclerju Julijusu Frideriku grofu Bucelliniju. Nato je posest leta 1713 kupil Bartolomej von Tinta. Plankenstein je ostal v lasti družine Tinta več kot 200 let. Vendar pa grad ni bil več naseljen in je v tem času propadel. Ko so vse pohištvo odpeljali, so vse, kar je bilo uporabno, kot so okna in vrata, uporabili za gradnjo novih hiš na tem območju. 
Leta 1939 sta zakonca Tintis svojo močno zadolženo posest, vključno s Plankensteinom in Schallaburgom, prodala baronu Josefu von Nagl-Dvorniku. Po koncu druge svetovne vojne pa so ruske okupacijske sile zaplenile tako Schallaburg kot Plankenstein. Baron Josef von Nagl-Dvornik je leta 1975 prodal Plankenstein, ki so mu ga vrnili po sklenitvi državne pogodbe, arhitektu Petru Trimbacherju, ki je videl kot svoje življenjsko delo v obnovitvi ruševin, ki so bile v nevarnosti, da se sesujejo, v ugleden grad, kar mu je v zelo kratkem času uspelo. V grajskih sobanah so uredili majhen muzej orientalskega tekstila s pripadajočo restavratorsko delavnico in zbirko afriških skulptur, ki jih je grajski gospod zbral v Afriki. Poleg tega so nastale številne sobe za goste.
Leta 2010 je dunajski podjetnik Erich Podstatny kupil grad Plankenstein, da bi izpolnil svoje otroške sanje. Sobe so opremljene z najsodobnejšimi sanitarijami in starinskimi kosi iz njegove zasebne zbirke. Danes lahko poceni prenočite v individualno zasnovanih sobah za goste in se počutite kot vitezi na idiličnem dvorišču, na arkadnem dvorišču, v nekdanji grajski kapeli ali v kateri od drugih prireditvenih sob. 

## Gradbeno-arhitektonske značilnosti
Južni trakt gradu, ki je bil večkrat prezidan, je nadgrajen s poligonalnim štirinadstropnim stolpom, pokritim s šotorasto streho. V tem stolpu je v pritličju zgodnjegotska kapela, ki danes služi kot banjasto obokan kor grajske cerkve. Ohranjena so še romanska okroglo obočna lijakasta okna iz druge četrtine 13. stoletja. Slike secco, ki so bile odkrite šele leta 1979, izvirajo iz protestantskega obdobja gradu. Nastale so okoli leta 1570/80 in med drugim prikazujejo Kristusov krst in njegovo vstajenje, na vitrinah pa so vidni različni svetniki, kot so Juda Tadej, Janez in Jernej. Od leta 1786 je trikraka, usločena ladja prizidana prvotni kapelnici, ki je bila zgrajena v 13. stoletju. Je prečno slemenasto in lunetasto obokana. Okrogel stolp na jugozahodu južnega trakta le malo štrli in se ne bohoti nad njim. Zahodni trakt, pokrit s štirikapno streho, je nižji od južnega trakta. V njenem severnem vogalu je vzidana nekdanja utrdba. Na tem območju se nahaja tudi tako imenovana »Viteška dvorana«. Posebno širok in visok severni trakt je bil zgrajen okoli nekdanje palače iz 13. stoletja. Eksponat vzhodnega trakta je poznogotsko polžasto stopnišče, ki nakazuje, da vsaj deli te stavbe sodijo v srednjeveški stavbni fond gradu. Pod bivalnimi prostori so velike kleti, vklesane v skalo. Omembe vredno je slikovito notranje dvorišče, ki se razprostira na dveh nivojih, povezanih s kamnitimi stopnicami. To kratko kamnito stopnišče obdajata dva kamnita leva s ščiti. Spominjajo na gospode Kunitze in so bili okoli leta 1701 verjetno mišljeni kot vrtne figure. S spodnjega dvorišča je kapela dostopna skozi marmornat portal, okrašen s Tintijevim grbom. Pred zahodnim traktom na dvoriščni strani so križno obokane arkade. Njihove široke obokane odprtine so opremljene z balustradami. Deloma so podprti s čebulastimi stebri. Stene dvorišča so okrašene s fugami, ki posnemajo sgrafite. Polkna so v barvah grba Plankensteinskih: črno-bela na rdeči podlagi. V notranjosti gradu ni ohranjeno nič od prvotne opreme. Današnje pohištvo, tako kot slike, so zbirateljski predmeti, pridobljeni kasneje. Sobe so večinoma preprosto, a funkcionalno opremljene.